# نشست بین‌المللی احزاب کمونیست و کارگران در سال ۱۹۶۹

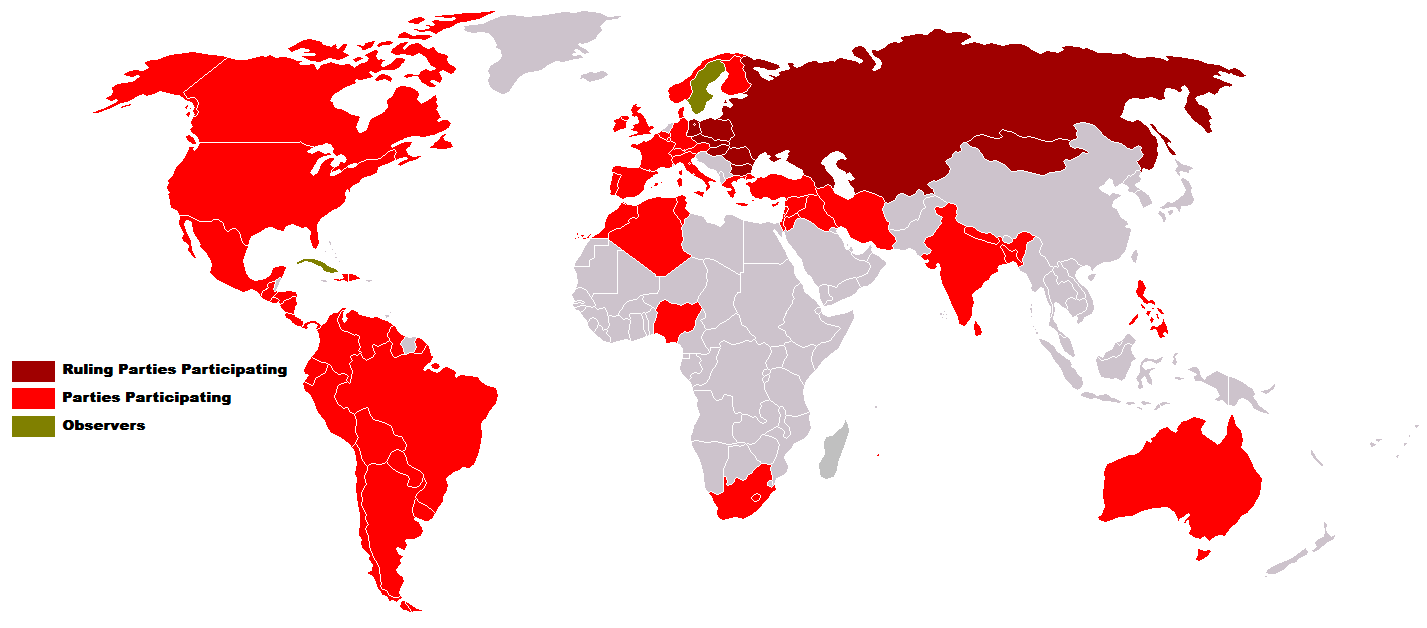
احزاب شرکت کننده در این رویداد

در تاریخ ۵–۱۷ ژوئن ۱۹۶۹، نشست بین‌المللی احزاب کمونیست و کارگران پس از ۹ سال در شهر مسکو برگزار شد. این جلسه پس از انشعاب چین و شوروی و مداخله شوروی در چکسلواکی اتفاق افتاد. در نشست بین‌المللی قبلی که در سال ۱۹۶۰ در مسکو برگزار شده بود، اختلافات بین حزب کمونیست اتحاد جماهیر شوروی از یک طرف و حزب کمونیست چین و حزب کار آلبانی از طرف دیگر حاکم بود. در این زمان شکاف بین دو قطب نهایی شده بود. عناصر طرفدار چینی در این رویداد غایب بودند. با این وجود پدیده یورو کمونیسم شروع به ظهور کرد، که در میان برخی از هیئت‌های حاضر قابل توجه بود.
همچنین حزب کارگران کره و حزب کارگران ویتنام که هر دو در آن زمان محتاط بودند و موضع خود را در درگیری چین و شوروی نمی‌گرفتند، حضور نداشتند.
دو نکته اصلی بحث در این کنفرانس، استراتژی همکاری با نیروهای ضد امپریالیست و جشن صد سالگی تولد لنین بود. در مورد هر دو موضوع، کنفرانس سندی را تصویب کرد. سند صد سالگی تولد لنین به اتفاق آرا تصویب شد، اما سند اتحاد بین احزاب کمونیست و نیروهای ضد امپریالیست توسط هیئت‌های نروژ، دومنیکن و انگلیس امضا نشد. هیئت‌های ایتالیایی، سامارینی، اتریشی و ریونیونی فقط یکی از چهار قسمت سند را امضا کردند.

## شرکت کنندگان
رهبران هیئت‌ها در پرانتز. نام برخی از احزاب زیرزمینی در گزارش‌های کنفرانس رسمی ذکر نشده‌است، بنابراین در اینجا ذکر نشده‌است. شرکت کنندگان در حروف کج از کشورهایی بودند که حزب کمونیست در آنها ممنوع بود.

### کشورهای بلوک سوسیالیست
- بلغارستان: حزب کمونیست بلغارستان (تودور ژیوکوف، دبیر اول کمیته مرکزی)
- چکوسلواکی: حزب کمونیست چکسلواکی (گوستاو حسین، دبیر اول کمیته مرکزی)
- آلمان شرقی: حزب وحدت سوسیالیست آلمان (والتر اولبریخت، دبیر اول کمیته مرکزی)
- مجارستان: حزب کارگران سوسیالیست مجارستان (یانوس کادار، دبیر اول کمیته مرکزی)
- مغولستان: حزب انقلابی خلق مغولستان (یومجاآگین تسدنبال، دبیر اول کمیته مرکزی)
- لهستان: حزب متحد کارگران لهستان (ولادیسلاو گوموشکا، دبیر اول کمیته مرکزی)
- رومانی: حزب کمونیست رومانی (نیکولای چائوشسکو، دبیرکل کمیته مرکزی)
- اتحاد جماهیر شوروی: حزب کمونیست اتحاد جماهیر شوروی (لئونید برژنف، دبیرکل کمیته مرکزی)

### آفریقا
- لسوتو: حزب کمونیست لسوتو
- نیجریه: مارکسیست-لنینیست‌های نیجریه ای (تونجی اوتگبای)[۲]
- Réunion: حزب کمونیست Reunionese (پل Vergès، دبیرکل)
- آفریقای جنوبی: حزب کمونیست آفریقای جنوبی (JB Marks، رئیس)[۳]

### قاره آمریکا
- آرژانتین: حزب کمونیست آرژانتین (رودولفو غیولدی، کمیته اجرایی عضو کمیته مرکزی)
- بولیوی: حزب کمونیست بولیوی (خورخه کول کوئتو، دبیر اول کمیته مرکزی)
- برزیل: حزب کمونیست برزیل (لوئیس کارلوس پرستس، دبیرکل کمیته مرکزی)
- کانادا: حزب کمونیست کانادا (ویلیام کاشتان، دبیرکل)
- شیلی: حزب کمونیست شیلی (لوئیس کوروالان، دبیرکل)
- کلمبیا: حزب کمونیست کلمبیا (گیلبرتو ویرا، دبیرکل کمیته مرکزی)
- کاستاریکا: حزب پیشتاز پیشتاز (مانوئل مورا، دبیرکل کمیته مرکزی)
- جمهوری دومنیکن: حزب کمونیست دومنیکن (مانوئل سانچز)
- اکوادور: حزب کمونیست اکوادور (انریکه گیل گیلبرتو، کمیته اجرایی و دبیرخانه عضو کمیته مرکزی)
- السالوادور: حزب کمونیست السالوادور (سالوادور کایتانو کارپیو، دبیرکل کمیته مرکزی)
- گوادلوپ: حزب کمونیست گوادلوپ (افرمون ژن، دبیرکل)
- گواتمالا: حزب کار گواتمالا (برناردو آلوارادو مونزون)
- گویان: حزب پیشرو مردم (گویان) (چدی جاگان)[۴]
- هائیتی: حزب متحد کمونیست هاییتی (ژاک دورسیلیر)
- هندوراس: حزب کمونیست هندوراس (ماریو مورالس، دبیر اول کمیته مرکزی)
- مارتینیک: حزب کمونیست مارتینیک (والتر گویتو، عضو دفتر سیاسی)
- مکزیک: حزب کمونیست مکزیک (آرنولدو مارتینز وردوگو، دبیر اول کمیته مرکزی)
- نیکاراگوئه: حزب سوسیالیست نیکاراگوئه (روبرتو سانتوس)
- پاناما: حزب مردم پاناما
- پاراگوئه: حزب کمونیست پاراگوئه (ماسیل کامپوس، کمیسیون سیاسی و دبیرخانه عضو کمیته مرکزی)
- پرو: حزب کمونیست پرو (خورخه دل پرادو، دبیرکل کمیته مرکزی)
- پورتوریکو: حزب کمونیست پورتوریکو (Félix Ojeda، دبیر کمیته مرکزی)
- اروگوئه: حزب کمونیست اروگوئه (Rodney Arismendi، دبیر اول کمیته مرکزی)
- ایالات متحده: حزب کمونیست ایالات متحده آمریکا (گاس هال، دبیرکل)
- ونزوئلا: حزب کمونیست ونزوئلا (جسوس فاریا، دبیرکل)

### آسیا
- سیلان: حزب کمونیست سیلان (SA Wickramasinghe، رئیس)
- هند: حزب کمونیست هند (SA Dange، رئیس شورای ملی)[۵]
- پاکستان: حزب کمونیست پاکستان شرقی

### خاورمیانه
- الجزایر: حزب پیشتاز سوسیالیست (لاربی بوهالی)
- ایران: حزب توده ایران (رضا رادمنش، دبیر اول کمیته مرکزی)
- عراق: حزب کمونیست عراق (عزیز محمد، دبیر اول کمیته مرکزی)
- اسرائیل: حزب کمونیست اسرائیل (مایر ویلنر، دبیرکل کمیته مرکزی)
- اردن: حزب کمونیست اردن (فؤاد ناصر، دبیر اول کمیته مرکزی)
- مراکش: حزب آزادی و سوسیالیسم (علی یاتا، دبیرکل)
- لبنان: حزب کمونیست لبنان
- سودان: حزب کمونیست سودان (عبدالخالق محجوب، دبیرکل کمیته مرکزی)
- سوریه: حزب کمونیست سوریه (خالد باکداش، دبیرکل کمیته مرکزی)
- تونس: حزب کمونیست تونس (محمد هارمل)
- ترکیه: حزب کمونیست ترکیه (یاکوب دمیر، دبیر اول کمیته مرکزی)

### اقیانوسیه
- استرالیا: حزب کمونیست استرالیا (لوری آرونز، دبیر ملی)

### اروپای غربی
- اتریش: حزب کمونیست اتریش (فرانتس موهری، رئیس)
- بلژیک: حزب کمونیست بلژیک (مارک درامو، رئیس)
- بریتانیا: حزب کمونیست انگلیس (جان گلان، دبیرکل)
- قبرس: حزب مترقی کارگران (عزکیاس پاپائوآنو، دبیرکل)
- دانمارک: حزب کمونیست دانمارک (نود یسپرسن، رئیس)
- فنلاند: حزب کمونیست فنلاند (آرن ساارینن، رئیس)
- فرانسه: حزب کمونیست فرانسه (والدک روشه، دبیرکل)
- یونان: حزب کمونیست یونان (کنستانتینوس کولیگیانیس، دبیر اول کمیته مرکزی)
- ایرلند: حزب کارگران ایرلند (مایکل اوریوردان، دبیرکل کمیته اجرایی)
- ایتالیا: حزب کمونیست ایتالیا (انریکو برلینگور، معاون دبیرکل)
- لوکزامبورگ: حزب کمونیست لوکزامبورگ (دومینیک اوربانی، رئیس)
- ایرلند شمالی: حزب کمونیست ایرلند شمالی (هیو مورفی، عضو کمیته اجرایی)
- نروژ: حزب کمونیست نروژ (ریدار لارسن، رئیس)
- پرتغال: حزب کمونیست پرتغال (varlvaro Cunhal، دبیرکل)
- سن مارینو: حزب کمونیست سان مارینز (ارمنگیلدو گاسپرونی، دبیرکل)
- اسپانیا: حزب کمونیست اسپانیا (سانتیاگو کاریلو، دبیرکل)
- سوئیس: حزب کار سوئیس (Jakob Lechleiter، دبیر کمیته مرکزی)
- برلین غربی: حزب وحدت سوسیالیست برلین غربی (گرهارد دانیلیوس، رئیس)
- آلمان غربی: حزب کمونیست آلمان (ماکس ریمان، دبیر اول کمیته مرکزی)

## ناظران
- کوبا: حزب کمونیست کوبا (کارلوس رافائل رودریگز، عضو دبیرخانه کمیته مرکزی)[۶]
- سوئد: حزب چپ - کمونیست‌ها (لارس ورنر، نایب رئیس)[۷]